# Fólkaflokkurin
A Fólkaflokkurin (Néppárt) egy konzervatív politikai párt Feröeren. A pártot 1939-ben alapították. Választási betűjele az A.

## Történelem
A pártot 1939-ben alapították, és a következő évben bejutott a Løgtingbe, ahol azóta (2022) folyamatosan jelen van.

### Pártelnökök
- Jóannes Patursson (1940–1946)
- Thorstein Petersen (1946–1951)
- Hákun Djurhuus (1951–1980)
- Jógvan Sundstein (1980–1993)
- Anfinn Kallsberg (1993–2007)
- Jørgen Niclasen (2007–2022. március)
- Christian Andreasen (2022. március–2022. november)
- Beinir Johannesen (2022. november–)

### A párt miniszterelnökei
- Hákun Djurhuus (1963–1967)
- Jógvan Sundstein (1989–1991)
- Anfinn Kallsberg (1998–2004)

## Politika
A Fólkaflokkurin értékeit tekintve konzervatív, társadalom- és gazdaságpolitikájában liberális párt, amely Feröer autonómiájának fokozatos kiterjesztéséért dolgozik, minden területen teljes törvényhozási jogkört célozva.
A párt szerint a magánvállalkozás és az üzlet szabadsága a legjobb mód a termelési érték növekedésének biztosítására. Az állami támogatás nélküli üzleti tevékenység versenyképessége kedvező beruházási és hitelfelvételi lehetőségekkel, alacsony adókkal és óvatos bérezéssel biztosítható. Cél a vidéki gazdaság fenntartható működése.
Szeretnék fenntartani és továbbfejleszteni a jelenlegi környezetbarát halászati politikát a halászati napok, technikai szabályozások, rugalmas flottaösszetétel és nemzetközi halászati megegyezések rendszerével.
A nyugdíjrendszernek amennyire csak lehet az egyén nyugdíjcélú megtakarításain kell alapulnia, hogy csökkenjen az állami nyugdíjrendszer szerepe és a rá nehezedő nyomás. Gyors ütemben kellene bővíteni az idősek otthonainak rendszerét, és a magán lakáspiacot is diverzifikálni kell. Tisztességes feltételeket kell biztosítani a munkanélkülieknek. A szociális intézkedéseknek gyorsan kell működniük.
Az oktatás legyen keresztény, feröeri, és biztosítson minden képzést skandináv színvonalon az egyén és a társadalom javára. Az oktatási ráfordításoknak inkább a tanulóhoz kell kötődniük, mint az iskolához. Törekedni kell a nagyobb szabadságra az iskolaválasztásban. A felsőoktatás nagy részét Feröeren kell biztosítani.